# Dagsorden
En dagsorden er en liste over sager. En dagsorden kan være abstrakt eller fysisk og eventuelt skrevet på et stykke papir. Det er almindeligt at anvende en dagsorden ved et møde. En dagsorden under betegnelsen "agenda" bruges mere abstrakt om en (skjult) politisk, filosofisk eller personlig plan med en aktivitet.